# Винтер, Сигизмунд
Сигизмунд (Зигмунд) Винтер (чеш. Zikmund Winter; 27 декабря 1846, Прага — 12 июня 1912, Бад-Райхенхалль, Германия) — чешский писатель, историк.

## Биография

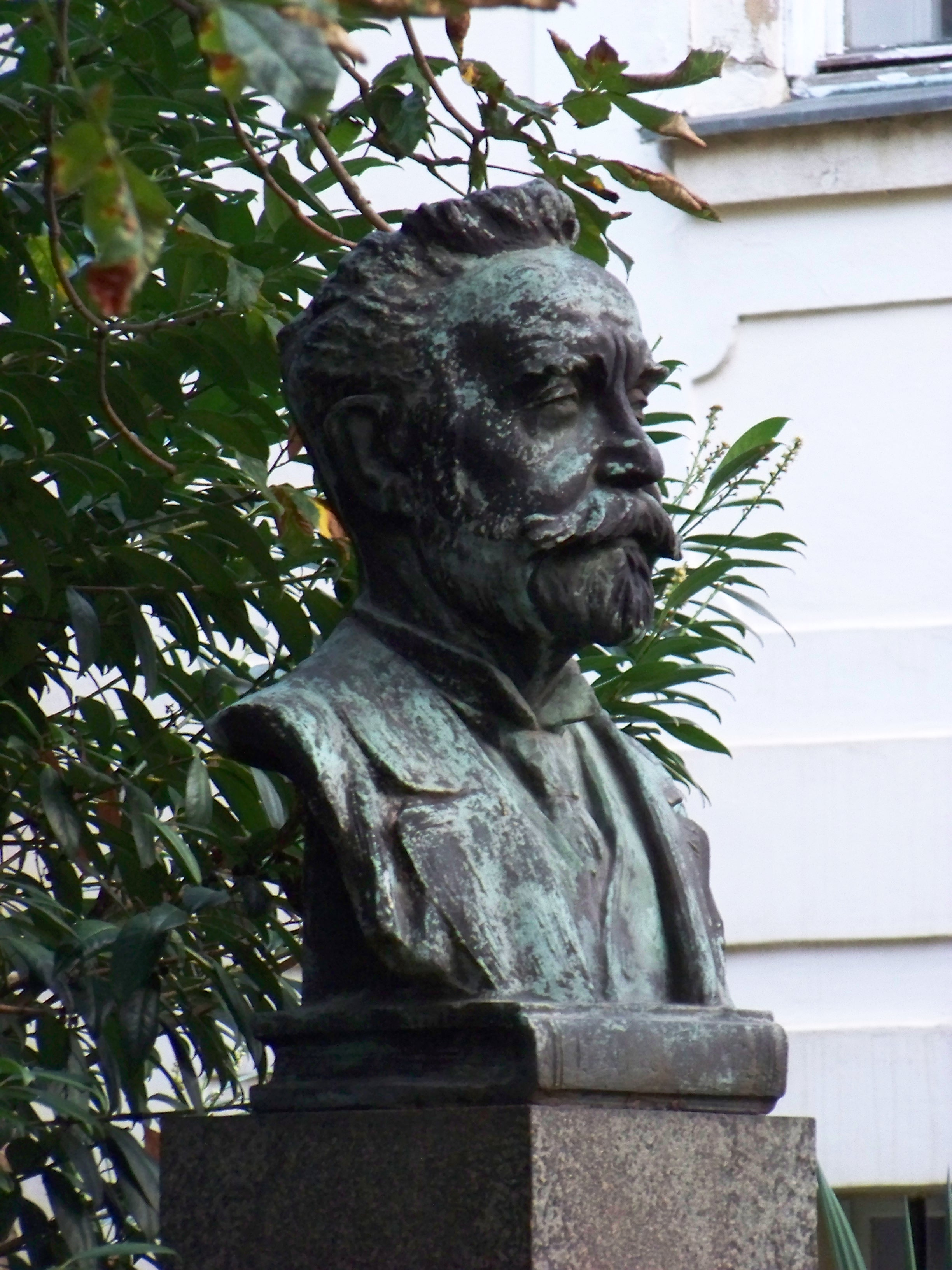
Бюст С. Винтер в Раковнике

Родился в семье звонаря в Старом городе в Праге. Окончил академическую гимназию. Поступил в пражский Карлов университет, где изучал историю на факультете искусств. Слушал лекции профессоров В. В. Томека, Й. Калоусека, А. Гиндели и И. Эмлера, которому помогал в работе с архивами и совершенствуясь в палеографии.
После окончания университета, с 1873 года работал преподавателем школы в Пардубице. В 1874—1884 — учитель истории, чешского и немецкого языков в городской школе в Раковнике. С 1884 года — преподаватель Пражской академической гимназии.

## Научно-историческая деятельность
С. Винтер — составитель истории чешских городов, а также истории чешских университетов.
Посетив городской архив в Раковнике, увлекся историей этого города и посвятил всю свою жизнь изучению исторических документов, связанных с ним. Внес значительный вклад в сохранение архивов Раковника и Праги.
Его исторические исследования фокусируются на коротком периоде времени. Более всего его интересовали документы XVI и XVII веков.
Работа в пыльных архивах вызвали у писателя заболевание легких, что помешало ему позже продолжить свои исследования.

## Творчество
С. Винтер — автор рассказов, повестей и романов, большинство сюжетов которых, происходит на фоне исторических событий и конфликтов судеб героев-одиночек.
Опубликовал целый ряд профессиональных исторических публикаций.

## Избранные исторические произведения
- Mistr Kampanus (1909)
- Nezbedný bakalář (1883)
- Krátký jeho svět (1901)
- Proti pánům (1901)
- Vojačka (1902)
- Rozina sebranec (1903)
- V pastí (1904)
- Panečnice
- Peklo
- Rakovnický primátor
- Pro čest řemesla

## Научно-популярные работы
- V měšťanské světnici starodávné (1882)
- Zač bylo živobytí za starodávna (1888)
- Dějiny kroje v zemích českých (1892)
- Život církevní v Čechách (1895—1896)
- O životě na vysokých školách pražských knihy dvoje (1899)
- Dějiny řamesel a obchodu v Čechách ve 14. a 15. století (1906)
- Řemeslnictvo a živnosti XVI. věku v Čechách (1909)
- Zlatá doba měst českých (1913)
- Český průmysl a obchod v XVI. věku (1913)
- Šat, strava a lékař v 15. a 16. věku (1913) и др.

## Фильмография
По произведениям Винтера были сняты кинофильмы и телефильмы:
- Rozina sebranec (1945, режиссёр Отакар Вавра, в главной роли Мария Глазрова)
- Nezbedný bakalář (1946, режиссёр Отакар Вавра, в главной роли Зденек Штепанек)
- Kateřina zlé pověsti (телефильм, 1976, режиссёр Франтишек Филип (чешск.), в главной роли Алена Вранова[чеш.])
- Mistr Kampanus (телефильм, 1993, режиссёр Зденек Сировы (чешск.), в главной роли Вацлав Постранецкий[чеш.])